# Jean-Paul Anciaux
Pour les articles homonymes, voir Anciaux.
Jean-Paul Anciaux, né le 17 juillet 1946 au Creusot (Saône-et-Loire), est un homme politique français.

## Biographie
Il est élu député le 16 juin 2002, pour la XIIe législature (2002-2007), dans la troisième circonscription de Saône-et-Loire. Il fait partie du groupe UMP. Il est réélu député UMP de la même circonscription le 17 juin 2007 jusqu'au 19 juin 2012. Il est battu aux élections législatives de 2012.
Depuis mai 2005, Jean-Paul Anciaux est président du Comité national de labellisation des Maisons de l’emploi.
Candidat aux primaires de l'UMP pour la désignation de la tête de liste du parti pour les régionales 2010 en Bourgogne, il est battu par Alain Suguenot par 1782 voix contre 1317 (participation: 46,50 %).

## Mandat parlementaire
Député
- 02/04/1993 - 21/04/1997 : député de la 3e circonscription de Saône-et-Loire
- 19/06/2002 - 19/06/2012 : député de la 3e circonscription de Saône-et-Loire

## Mandats locaux
Conseil municipal
- 20/03/1989 au 18/06/1995 : adjoint au maire d'Autun
- 19/06/1995 au 18/03/2001 : conseiller municipal d'Autun

Conseil régional
- 17/03/1986 - 19/03/1989 et 23/03/1992 - 18/06/1995 : vice-président du conseil régional de Bourgogne
- 17/03/1986 - 13/12/2015 : conseiller régional de Bourgogne